# Hositea
Hositea é um gênero de mariposa pertencente à família Crambidae.